# Escuela de Bellas Artes de Tokio

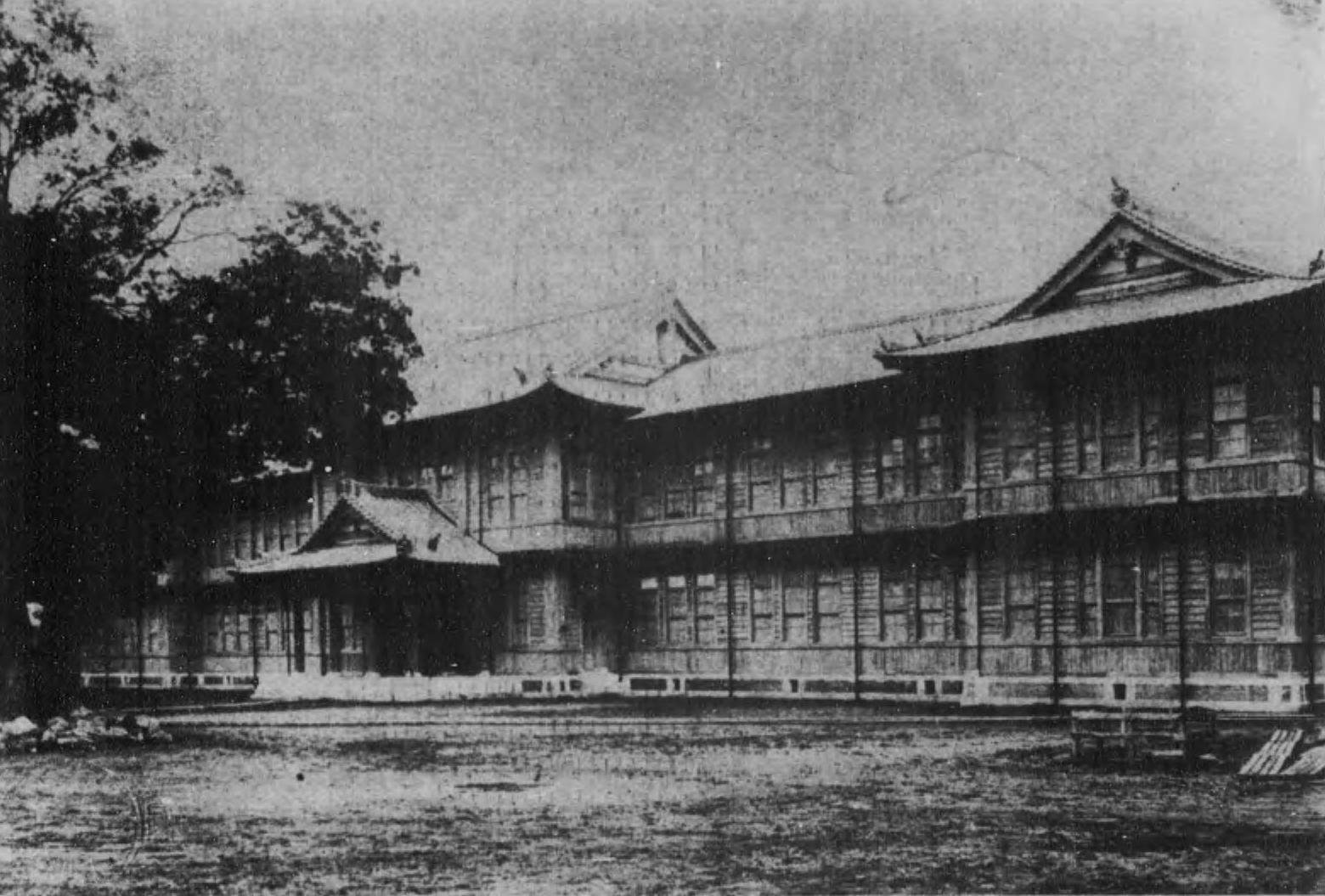
Escuela de Bellas Artes de Tokio (1913)

La Escuela de Bellas Artes de Tokio (東京美術学校 Tōkyō Bijutsu Gakkō?) era una escuela de artes situada en la ciudad japonesa de Tokio.
En 1885, el departamento ministerial de educación fundó una oficina de pintura (Zuga-torishirabe-gakari　図画取調掛). Algunos miembros, como el filósofo estadounidense, especialista en cuestiones estéticas, Ernest Fenollosa, o su alumno Okakura Kakuzō, intentaron que se transformara en un instituto especializado en la formación de artistas. Así, cambió de nombre en 1887 para convertirse en la ley Artes de Tokio (Tōkyō bijutsu gakkō).
En 1949 se fusionó con la Escuela de Música de Tokio, para dar nacimiento a la Universidad Nacional de Bellas Artes y Música de Tokio.